# ヴァルン・シャルマ
ヴァルン・シャルマ（Varun Sharma、1990年2月4日 - ）は、インドのボリウッドで活動する俳優。

## キャリア
2013年にムリグディープ・シン・ランバーの『フックレー ないない尽くしの男たち』でボリウッドデビューし、同作は3億6500万ルピーの興行収入を記録するヒット作となった。2014年にはアバイ・バイジュ・チャブラの『Yaaran Da Katchup』にパンジャーブ語映画デビューした。2015年には『Dolly Ki Doli』でソーナム・カプールと共演したが、興行収入は1億9000万ルピーと低調な記録に留まった。同年9月にはアッバス＝ムスタンの『Kis Kisko Pyaar Karoon』でカピル・シャルマと共演し、5億8000万ルピーの興行収入を記録するヒット作となった。同年12月にはローヒト・シェッティの『勇者は再び巡り会う』でシャー・ルク・カーン、ヴァルン・ダワン、カジョール、クリティ・サノンと共演し、同作は興行収入37億ルピーを記録し、ヴァルンのキャリアの中で最も興行的な成功を収めた映画となった。
2017年に『Raabta』でスシャント・シン・ラージプート、クリティ・サノンと共演した。同作は批評家から酷評され、製作費4億5000万ルピーに対して興行収入3億9000万ルピーを記録する失敗作となった。同年12月に『フックレー ないない尽くしの男たち』の続編『Fukrey Returns』に出演し、興行収入10億ルピーを記録するヒット作となった。2018年に『FryDay』でゴーヴィンダーと共演した。2019年7月に『Arjun Patiala』でディルジット・ドサンジと共演、同年8月には『Khandaani Shafakhana』でソーナークシー・シンハー、バードシャー共演、同年9月には『きっと、またあえる』でスシャント・シン・ラージプート、シュラッダー・カプールと共演している。2019年に出演した3本のうち、『きっと、またあえる』は興行収入21億5000万ルピーを記録するヒット作となった。

## フィルモグラフィー

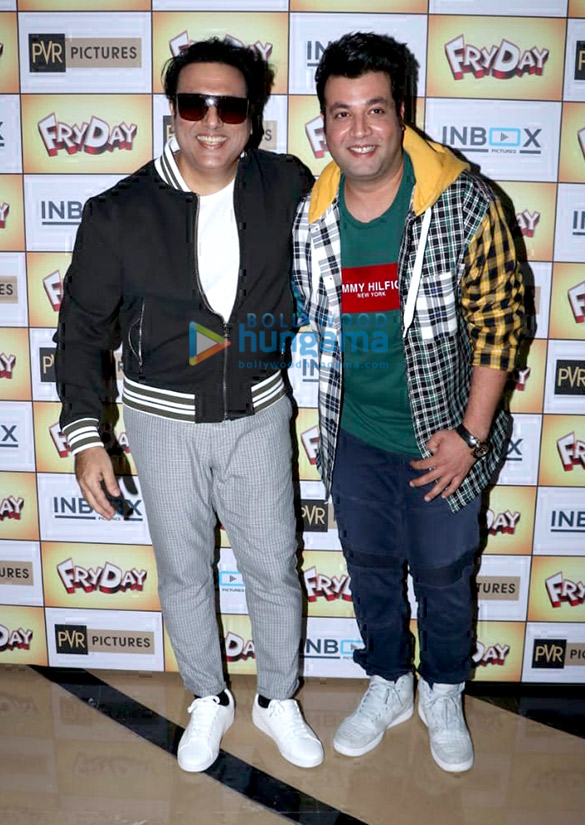
ヴァルン・シャルマとゴーヴィンダー

- フックレー ないない尽くしの男たち（英語版）（2013年）
- Rabba Main Kya Karoon（2013年）
- Warning（2013年）
- Yaaran Da Katchup（2014年）
- Angrej（2015年）
- Dolly Ki Doli（2015年）
- Kis Kisko Pyaar Karoon（2015年）
- 勇者は再び巡り会う（英語版）（2015年）
- Raabta（2017年）
- Fukrey Returns（2017年）
- FryDay（2018年）
- Arjun Patiala（2019年）
- Khandaani Shafakhana（2019年）
- きっと、またあえる（2019年）
- Jai Mummy Di（2020年）